# Georges Juzan

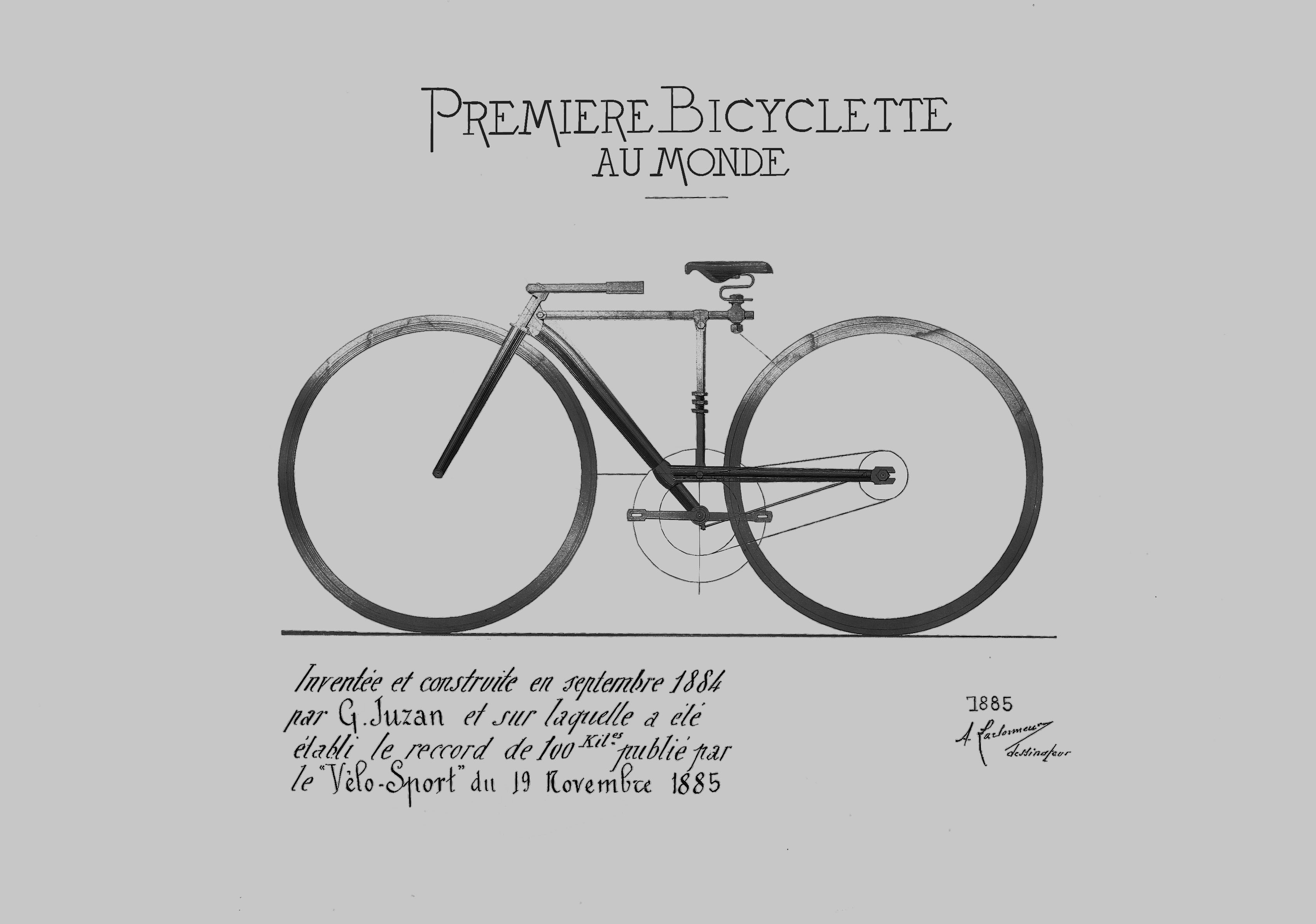
bicyclette moderne inventée par Georges Juzan

Georges Juzan, né le 27 juillet 1849 à Bordeaux et mort le 25 juin 1912 à Caudéran, est un mécanicien français, un des inventeurs revendiqué en 1884 de la bicyclette moderne,,
.
Des historiens et la famille de l'inventeur de la bicyclette, aujourd'hui méconnu, veulent réhabiliter sa mémoire. Une rue de Bordeaux, près du stade vélodrome de Lescure lui rend hommage.